# Sterculia urceolata
Sterculia urceolata är en malvaväxtart som beskrevs av James Edward Smith. Sterculia urceolata ingår i släktet Sterculia och familjen malvaväxter. Inga underarter finns listade i Catalogue of Life.